# Богаев, Дмитрий Александрович
Дми́трий Алекса́ндрович Бога́ев (род. 24 января 1994, Ахтубинск, Астраханская область, Россия) — российский футболист, защитник.

## Карьера
Начал заниматься футболом с десяти лет. Первый тренер — Валерий Геннадиевич Зайнуллин. Был замечен селекционерами петербургского «Зенита», с 2011 года — в академии клуба, дважды становился бронзовым призёром чемпионата России, чемпион и обладатель кубка города. Тренировался у Анвера Конеева и Дмитрия Давыдова. Первоначально играл на позиции нападающего, с 2014 года — правый защитник.
В молодёжном первенстве дебютировал в 2012 году в матче 3-го тура против ЦСКА, выйдя на замену вместо Алексея Панфилова. С августа 2013 года — игрок резервной команды «Зенит-2», выступавшей во втором дивизионе. В 2015 году Андре Виллаш-Боаш взял его в основную команду, и 23 сентября в матче кубка России Богаев дебютировал в основном составе в матче против тверской «Волги», выйдя на замену на 78-й минуте вместо Александра Рязанцева. 9 декабря вышел на замену на 82 минуте вместо Анюкова в шестом матче группового турнира Лиги чемпионов против «Гента». 5 июля покинул клуб по истечении контракта.
24 августа 2016 года перешёл до конца сезона на правах аренды из клуба второго дивизиона Литвы «Паланга» в клуб ФНЛ «Тосно», где был заявлен на позиции полузащитника. В тот же день дебютировал в гостевом матче 1/32 финала Кубка России против ФК «Долгопрудный» (1:0).
15 июня 2017 года вернулся в «Зенит», заключив контракт с клубом на три года. Летом 2020 года стал свободным агентом.
Во время зимнего перерыва был на просмотре в петербургской «Звезде». В феврале 2021 года был заявлен клубом для участия в XXII турнире МРО «Северо-Запад» на призы Полпреда Президента России в СЗФО. 25 февраля 2021 года официально числится в заявке в ПФЛ. Дебютировал в стартовом составе за клуб 6 апреля 2021 года в матче против «Знамени труда». 21 ноября 2021 года покинул команду в качестве свободного агента.

## Достижения
«Зенит-2»
- Серебряный призёр Первенства ПФЛ: 2015 (зона «Запад»)

«Зенит»
- Обладатель Кубка России: 2016
- Бронзовый призёр чемпионата России: 2016

«Тосно»
- Серебряный призёр первенства ФНЛ: 2016/17

## Статистика
| Выступление      | Выступление      | Выступление      | Лига | Лига | Кубок | Кубок | Еврокубки | Еврокубки | Итого | Итого |
| Клуб             | Лига             | Сезон            | Игры | Голы | Игры  | Голы  | Игры      | Голы      | Игры  | Голы  |
| ---------------- | ---------------- | ---------------- | ---- | ---- | ----- | ----- | --------- | --------- | ----- | ----- |
| Зенит            | Премьер-лига     | 2015/16          | 5    | 0    | 1     | 0     | 1         | 0         | 7     | 0     |
| Зенит            | Итого            | Итого            | 5    | 0    | 1     | 0     | 1         | 0         | 7     | 0     |
| → Зенит-2        | ПФЛ              | 2013/14          | 29   | 1    | —     | —     | —         | —         | 29    | 1     |
| → Зенит-2        | ПФЛ              | 2014/15          | 29   | 5    | —     | —     | —         | —         | 29    | 5     |
| → Зенит-2        | ФНЛ              | 2015/16          | 31   | 5    | —     | —     | —         | —         | 31    | 5     |
| → Зенит-2        | ФНЛ              | 2017/18          | 9    | 1    | —     | —     | —         | —         | 9     | 1     |
| → Зенит-2        | ФНЛ              | 2018/19          | 22   | 0    | —     | —     | —         | —         | 22    | 0     |
| → Зенит-2        | ПФЛ              | 2019/20          | 10   | 1    | —     | —     | —         | —         | 10    | 1     |
| → Зенит-2        | Итого            | Итого            | 130  | 13   | 0     | 0     | 0         | 0         | 130   | 13    |
| → Тосно          | ФНЛ              | 2016/17          | 24   | 0    | 4     | 0     | —         | —         | 28    | 0     |
| → Тосно          | Итого            | Итого            | 24   | 0    | 4     | 0     | 0         | 0         | 28    | 0     |
| → СКА-Хабаровск  | Премьер-лига     | 2017/18          | 1    | 0    | 1     | 0     | —         | —         | 2     | 0     |
| → СКА-Хабаровск  | Итого            | Итого            | 1    | 0    | 1     | 0     | 0         | 0         | 2     | 0     |
| Всего за карьеру | Всего за карьеру | Всего за карьеру | 160  | 13   | 6     | 0     | 1         | 0         | 167   | 13    |